# Steve Stifler
Steve Stifler je smyšlená fiktivní postava, ztvárněná hercem Seannem Williamem Scottem, z filmové série Prci, prci, prcičky... (American Pie). Samotný Steve vystupuje v 1., 2., 3. a v osmém díle z roku 2012. V ostatních dílech ho nahradili jeho mladší bratr Matt, bratranci Erik a Dwight v 5. a 6. díle.
Steve Stifler je známý jako arogantní, drzý, sprostě mluvící, sexem posedlý student střední školy. Steve má holky rád jen kvůli sexu a jeho požitku, neustále se tím chlubí a říká si Stifmeister, protože většinou dokáže sbalit každou, kterou si zamane, prakticky nedokáže myslet na nic jiného, než na sex. Působí v lakrosovém týmu, kde hraje i Oz. Přes Oziho se Stilfer seznamuje s Jimem, Kevinem a  Finchem, kterého nemá nikterak v lásce: Říká mu posero nebo Finchomrde. A to obzvláště po té, když zjistí, co dělal s jeho matkou.
Steve pořádá velké večírky, které mu jeho matka (známá jako „Stiflerova máma“) povoluje. Steve se sice jeví velmi oblíbený, ale vlastně ostatní štve (svým chováním). Mnozí z těch, o kterých si myslí, že jsou jeho přátelé, mu ale ve skutečnosti jen nedokáží říci, jak je protivný, tak se s ním baví dál.